# Molophilus (Molophilus) paradiceros
Molophilus (Molophilus) paradiceros is een tweevleugelige uit de familie steltmuggen (Limoniidae). De soort komt voor in het Neotropisch gebied.